# 炒鸡

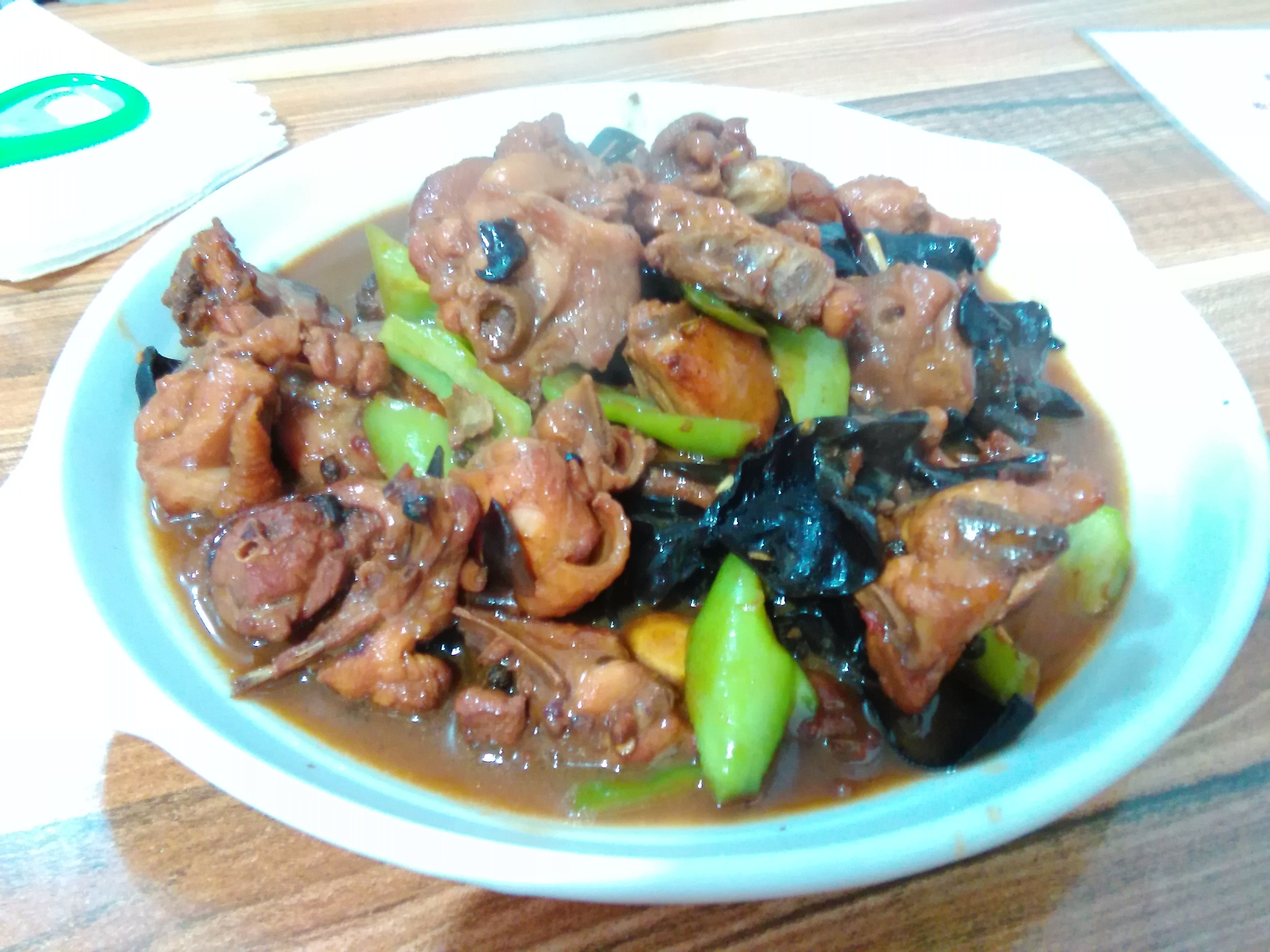

炒鸡是一种流行于中国山东省以及其他地区的菜品，以鸡肉切块或鸡腿肉大火爆炒，之后焖煮而成。各地的做法略有不同，有名的流派有枣庄炒鸡、临沂炒鸡等。味道由炒鸡酱料提味，有麻辣或酱香等口味，常配合主食或酒类一同进餐。